# Choltice (Pardubicei járás)
Choltice település Csehországban, a Pardubicei járásban. Choltice Veselí, Jeníkovice, Holotín, Bezděkov, Chrtníky, Poběžovice u Přelouče, Svinčany, Svojšice, Jedousov, Lipoltice és Urbanice településekkel határos. Lakosainak száma 1244 fő (2024. január 1.).

## Népesség
A település lakosságának változását az alábbi diagram mutatja:
| Lakosok száma | 1020 | 1105 | 1060 | 943  | 955  | 909  | 1121 | 1141 | 1198 | 1244 |
|               | 1869 | 1890 | 1921 | 1950 | 1980 | 2001 | 2017 | 2019 | 2022 | 2024 |